# Weedsport
Weedsport – wieś w Stanach Zjednoczonych, w stanie Nowy Jork, w hrabstwie Cayuga.